# Lista conducătorilor Episcopiei Armeano-Gregoriene din România
Aceasta este lista conducătorilor (Episcopi. prelați și locțiitori de prelați) ai Episcopiei Armeano-Gregoriene din România.
- Husik Zohrabian (27 noiembrie 1931 - 23 octombrie 1942) - episcop
- Mampré Biberian (noiembrie 1942 - 28 noiembrie 1943) - locțiitor de prelat
- Vazken Balgian (28 noiembrie 1943 - 1947) - locțiitor de prelat
- Vazken Balgian (1947 - 27 septembrie 1955) - prelat, din 1951 episcop
- Dirayr Mardichian (1960 - 11 mai 2010) - primat, din 29 noiembrie 1964 episcop, din februarie 1980 arhiepiscop
- Datev Hagopian (din 24 septembrie 2010) - primat